# Tasmanian International 1997
Il Tasmanian International 1997 è stato un torneo di tennis giocato sul cemento. 
È stata la 4ª edizione del torneo, che fa parte della categoria Tier IV nell'ambito del WTA Tour 1997.
Si è giocato all'Hobart International Tennis Centre di Hobart in Australia, dal 6 al 12 gennaio 1997.

## Campionesse

### Singolare
Dominique Van Roost ha battuto in finale  Marianne Werdel-Witmeyer con il punteggio di 6–3, 6–3

### Doppio
Naoko Kijimuta /  Nana Miyagi hanno battuto in finale  Barbara Rittner /  Dominique Van Roost con il punteggio di 6–3, 6–1